# Tlouštík Homer
Tlouštík Homer (v anglickém originále King-Size Homer) je 7. díl 7. řady (celkem 135.) amerického animovaného seriálu Simpsonovi. Scénář napsal Dan Greaney a díl režíroval Jim Reardon. V USA měl premiéru dne 5. listopadu 1995 na stanici Fox Broadcasting Company a v Česku byl poprvé vysílán 9. září 1997 na stanici ČT1.

## Děj
Pan Burns k Homerovu zděšení zorganizuje v jaderné elektrárně povinný ranní program cvičení. Poté, co se Homer dozví, že invalidní zaměstnanec může pracovat z domova díky odškodnění, se neúspěšně pokusí zranit. Posléze zjistí, že zaměstnanci, kteří váží alespoň 150 kg, jsou považováni za invalidy, a tak začne nadměrně jíst, a to i přes opakovaná varování Marge a Lízy, že ohrožuje své zdraví. S pomocí Barta a doktora Nicka Homer nakonec zvýší svou váhu na 150 kg a pan Burns instaluje v domě Simpsonových pracovní terminál pro práci z domova. Marge přiznává, že ji Homer kvůli svému váhovému přírůstku méně přitahuje, ale on přísahá, že kvůli tomu dokáže být lepším pracovníkem. 
Homera brzy unaví jeho monotónní povinnosti inspektora bezpečnosti a uchýlí se k tomu, že napíše „ano“ pokaždé, když ho systém vyzve. Hledá zkratky, a tak opustí svůj terminál s automatickým pítkem, které stiskne klávesu A, jež na klávesnici označuje „ano“, a vydá se do kina. Poté, co je mu kvůli jeho váze odepřen vstup a lidé před kinem si ho dobírají, se Homer vrátí a zjistí, že jeho pták spadl a hrozí jaderné roztavení, pokud systém ručně nevypne. 
Protože nemůže zavolat do elektrárny, jelikož má příliš tlusté prsty na to, aby vytočil čísla na telefonu, a je příliš těžký na to, aby řídil auto nebo jel na skateboardu, uchýlí se Homer ke stopování. Řidiči ho odmítají vzít, protože kvůli svému oblečení a vzrušenému brebentění vypadá jako blázen. Poté, co unese zmrzlinářský vůz, dorazí Homer během cvičebního programu do elektrárny a dosáhne na tlačítko vypnutí. Spadne na nádrž s plynem a přerostlou spodní polovinou těla zablokuje vypouštěcí trubku. Vděčný pan Burns dává Homerovi medaili za statečnost a nabízí mu libovolnou odměnu. Když si Homer uvědomí, jak jeho obezita ztěžuje život jeho rodině, požádá Burnse, aby mu pomohl zhubnout. Poté, co Homer předvede, že není schopen žádného cvičení, Burns se rozzlobeně rozhodne, že Homerovi prostě zaplatí liposukci.

## Produkce
Díl napsal Dan Greaney a režíroval jej Jim Reardon. Byla to první epizoda, kterou Greaney napsal pro Simpsonovy. Před touto epizodou pracoval jako právník a zvažoval, že se přestěhuje na Ukrajinu, kde bude pracovat pro začínající společnost. Řekl, že ho od toho „zachránila“ tato epizoda. Greaney předložil několik nápadů scenáristům, ale žádný z nich nebyl uspokojivý, a tak mu tehdejší showrunner seriálu Bill Oakley dal nápad na tento díl. Oakley nechal Greaneyho přijet do Hollywoodu, aby ji napsal, a když Greaney ukázal štábu první verzi, líbila se jim, a tak ho Oakley najal.
Scenáristé chtěli, aby název epizody vyzněl tak, že Homer je na svou váhu hrdý, a tak se rozhodli pojmenovat ji Tlouštík Homer. Greaneyho práce na epizodě velmi bavila, protože Homer je v ní neustále šťastný a cílevědomý, místo aby byl lenoch, který „pořád žere“. Animátor David Silverman pro epizodu navrhl obézního Homera. Diskutovalo se o tom, co si Homer obleče, až ztloustne, a vybrány byly havajské šaty. Scenáristé se také bavili o tom, jak budou s Homerovou obezitou zacházet. Nechtěli, aby Homer působil jako „prase“, a tak se rozhodli, že by ho divák neměl téměř vidět jíst poté, co dosáhne svého cíle 150 kg. Když se scenáristé snažili vymyslet způsob, jak dostat Homera do konce epizody zpět na jeho starou váhu, bylo navrženo, že by se Homer měl cítit špatně kvůli své obezitě, a proto by se stal hubeným kvůli Marge, ale tento nápad byl zrušen v počátcích produkce. V prosinci 2001 byly pro World of Springfield vyrobeny akční figurky obézního Homera.
Homer má sen, ve kterém stojí na úpatí hory, na jejímž vrcholu je cíl 150 kg. Ve snu se vedle něj objeví prase ve smokingu, které Homera motivuje, aby dosáhl vrcholu hory. Tato scéna byla inspirována obálkou čísla časopisu National Lampoon s názvem Sweetness and Light. Štáb si myslel, že pro prase v Homerově snu by byl ideální Cary Grant, ale ten zemřel devět let před natáčením epizody, a tak pro tento hlas použili herce Hanka Azariu. V dílu hostovala Joan Kenleyová v roli telefonistky, štáb s ní přiletěl ze severní Kalifornie, aby pro epizodu nahrála svou část.

## Kulturní odkazy
Když je Homer v obchodě s oblečením, jsou zobrazeny dvě figuríny v podobném oblečení a jedoucí na kolech. Ty jsou založeny na Billym a Bennym McCraryových, nejtěžších dvojčatech na světě, z nichž každé vážilo přes 300 kg. Slávu získali poté, co se objevili v Guinnessově knize rekordů na obrázku, který zachycuje dvojčata jedoucí na motocyklech Honda. V téže řadě se objeví ještě jednou v dílu Den, kdy zemřelo násilí. Scéna, v níž Bart a jeho přátelé pozorují obézního Homera z okna, je založena na scéně z filmu Co žere Gilberta Grapea z roku 1993.
Homer si myslí, že si může objednat nealkoholický nápoj Tab stisknutím klávesy Tab na klávesnici, a zneklidní, když nemůže najít „libovolnou klávesu“. Druhý vtip byl inspirován tím, že se autoři dočetli, že třetina stížností na linku počítačové pomoci od nových uživatelů byla od lidí, kteří nemohli najít klávesu „libovolná“, která nikdy a nikde nebyla součástí žádné počítačové klávesnice. Když Homer vypustí plyn z jaderného reaktoru, plyn zničí úrodu kukuřice. Farmář říká: „Ale ne, kukuřice! Paul Newman si nechá zlámat nohy!“. To je narážka na legendu o popcornových výrobcích Newman's Own, v níž Newman vyhrožoval každému, kdo by se pokusil ukrást jeho popcorn.
V kině se Homer pokouší sledovat film Honk If You're Horny, v němž hrají Pauly Shore a Faye Dunawayová. Homerova „čepice pro tlusté chlapy“ silně připomíná charakteristické bílé čepice šéfkuchaře Paula Prudhomma a herce Doma DeLuise.

## Přijetí
V původním vysílání se díl umístil na 45. místě (společně se sitcomem Grace Under Fire) v žebříčku sledovanosti v týdnu od 30. října do 3. listopadu 1995 s ratingem 10,0 podle agentury Nielsen. Epizoda byla v tomto týdnu třetím nejlépe hodnoceným pořadem na stanici Fox.
Od svého odvysílání epizoda získala většinou pozitivní hodnocení od fanoušků i televizních kritiků a dostala se do mnoha žebříčků nejlepších dílů. V roce 2008 časopis Empire zařadil Simpsonovy na první místo svého seznamu 50 nejlepších televizních pořadů všech dob a epizodu Tlouštík Homer označil za nejlepší epizodu seriálu, přičemž ji uvedl jako „nepřekonatelnou směs ostrých dialogů, vtipných vtípků a srdce“. Kimberly Pottsová z AOL Television označila epizodu za sedmý nejlepší díl seriálu a Michael Moran z The Times ji zařadil na desáté místo. Díl se objevil na seznamu deseti nejlepších epizod Simpsonových, jež reprezentují komický a emocionální rozsah seriálu, který sestavil The Star-Ledger.
Deník Herald Sun zařadil epizodu na deváté místo svého seznamu dvaceti nejlepších epizod seriálu Simpsonovi a vyzdvihl scénu, v níž je Homer viděn, jak se „zmocňuje zmrzlinářského vozu v horečném úprku do jaderné elektrárny, aby zabránil hrozícímu roztavení“. Emily VanDerWerffová z časopisu Slant Magazine označila tuto epizodu za pátou nejlepší epizodu seriálu a uvedla: „I když je v tomto dílu spousta vtipů (včetně Homerových prstů, které jsou příliš tlusté na to, aby se daly vytočit), nejlepší na něm je pohled na Homera, který váží hodně přes 150 kilogramů, oblečeného v havajských šatech a ‚čepici pro tlusté chlapy‘. Vyvrcholení je sice trochu nucené a komiksové… ale Homerovo přibírání na váze funguje vizuálně tak dobře, že epizodě projde mnohem víc, než by mohlo.“.
Dave Foster z časopisu DVD Times uvedl: „Radost, s jakou se (Homer) pustí do úkolu, a nadšení, s nímž se do projektu pustí Bart, ukazují, že tihle dva se opravdu spojí, i když je situace tak špatná, a způsob, jakým se autoři vypořádávají s ne vždy zřejmými stinnými stránkami takového postižení, je dospělý a bystře zábavný.“. Jennifer Malkowski z DVD Verdictu považuje za nejlepší část epizody tu, která se odehrává během Homerova výletu za nákupy. Svou recenzi uzavřela tím, že dílu udělila hodnocení A.
Colinu Jacobsonovi z DVD Movie Guide se epizoda líbila, označil ji za „jednu z cyničtějších epizod seriálu“ a uvedl, že „sype smích“. Pokračoval, že „je zábavné sledovat Homerovu honbu za obezitou a dobře využívá jeho idiocie. Postrádá očekávanou kašírovanost ohledně osudu tlustých lidí, i když na citlivost poukazuje nenápadně.“
Autoři knihy I Can't Believe It's a Bigger and Better Updated Unofficial Simpsons Guide, Warren Martyn a Adrian Wood, napsali: „Není to jedna z nejlepších epizod. Homer je zde nejotravnější a nejdětinštější – opravdu chcete, aby ho Marge zmlátila.“. Dodali, že Homerovo dovádění s počítačem, například scéna, v níž se snaží najít libovolnou klávesu, a pan Burns, který vede hodiny cvičení, jsou vrcholy epizody. Server Screen Rant díl označil za nejlepší epizodu sedmé řady.
Když se Simpsonovi začali v roce 2019 streamovat na službě Disney+, bývalý scenárista a výkonný producent Simpsonových Bill Oakley díl označil za jednu z nejlepších klasických simpsonovských epizod, které lze na této službě sledovat. Později téhož roku jej časopis Consequence zařadil na deváté místo svého seznamu 30 nejlepších simpsonovských epizod.